# Eurythrips genarum
Eurythrips genarum är en insektsart som beskrevs av Ian A. Hood 1957. Eurythrips genarum ingår i släktet Eurythrips och familjen rörtripsar. Inga underarter finns listade i Catalogue of Life.